# 목포 정광정혜원
목포 정광정혜원(木浦 淨光定慧院)은 대한민국 전라남도 목포시 죽동에 있다. 2012년 5월 21일 목포시의 문화유산 제20호로 지정되었다가, 2017년 10월 23일 대한민국의 국가등록문화재 제696호로 지정되었다.

## 목포 문화유산 지정시 개요
정혜원은 죽동에서 유달산 공원 입구로 오르는 등구의 중간부분에 자리하고 있다. 일제강점기 일본 사찰들의 전형적인 모습을 살펴볼 수 있는 정혜원은 1917년 일본인 道現和尙이 세운 사찰인 '흥선사' 부지와 법당 건물을 그대로 사용하고 있다. 주지 스님에 따르면 광복 후 조계종에서 인수하여 선학원으로 이용했으며, 지붕의 기와만 새로 교체 했을 뿐 모두가 예전 그대로라고 한다. 경내에는 요사채와 법당이 좌우로 하나의 건물로 이어져 있다. 경내에는 1917년에 조성된 보현보살상과 석탑이 남아 있다. 정면에 한글로 '정광정혜원'이라 적혀 있고, 좌우기둥에 각각 '上求菩提'와 '下化衆生'이라는 글이 새겨져 있다. 또한 정혜원에는 당시 일본 불교계에서 기증했다는 '大盤若經(1882)'이 보존되어 있다.

## 등록문화재 설명
정광정혜원 앞마당에 위치한 도현화상(道現和尙) 공덕비에 기록된 연혁은 1911년 일본인 승려 도현화상이 목포에 포교소 개설, 1917년 흥선사로 개창, 해방 후 만암 스님이 정광정혜원으로 개명하였다
해방 이후 만암 스님은 정광정혜원에서 불교정화운동에 앞장섰으며, 법정스님이 출가이전 대학생 신분으로 정광정혜원에서 불교정화운동 실무를 돕던 중 고은 문인이 출가 당시 일초 스님으로 방문하여 두 분이 최초의 인연을 가졌던 곳으로도 알려져있다.
본래 일본 승려에 의해 일식사찰로 창건되어 건축형식도 불당(佛堂)과 요사채(寮舍채)가 연결되며 한 건물내에서 복합적으로 구성되는 일식사찰 건축형식을 기본형식으로 건축하였다.
불당과 요사채가 장방형 중정을 중심으로 아래쪽의 현관겸 복도와 위쪽의 복도에 의해 연결되며 한 건물내에서 예불공간과 생활공간이 복합적으로 구성되는 일식사찰의 독특한 평면 및 공간을 구성하고 있다.
불당은 외부에서는 정면 중앙의 주출입구 및 코오하이(向拜), 내부공간에서는 안쪽에 장식적 불단이 있는 부쯔마(佛間)가 특징적 요소이다.

## 등록문화재 지정 사유
불당과 요사채가 장방형 중정을 중심으로 한 건물 내에서 예불공간과 생활공간이 복합적으로 구성되는 등 일본식 사찰의 독특한 평면 및 공간을 보이고 있다.

## 참고 자료
- 목포 정광정혜원 - 국가유산청 국가유산포털